# Rent (film)

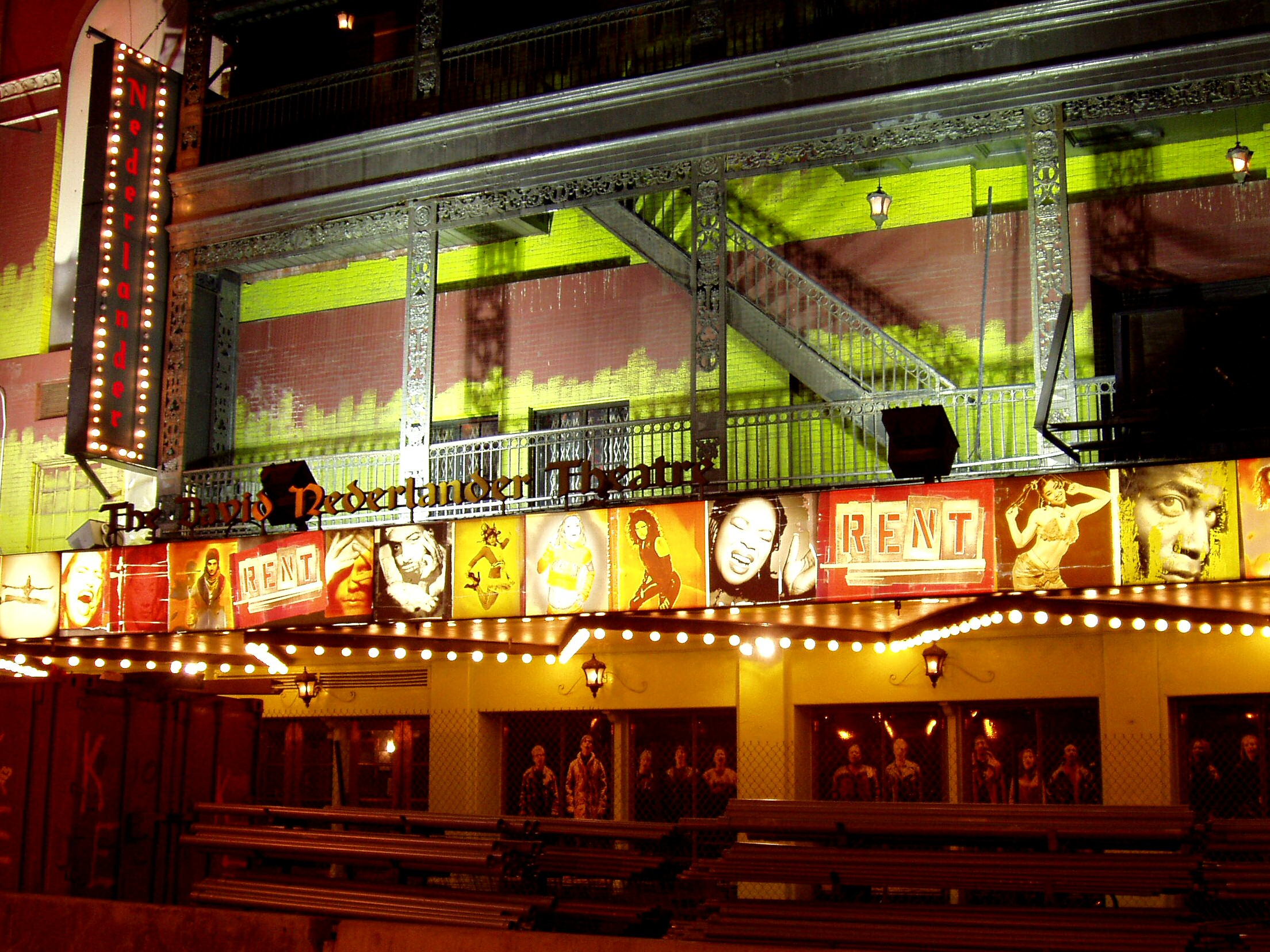
Het Nederlander Theatre (New York) in de tijd dat Rent draaide

Rent is een film uit 2005 onder regie van Chris Columbus. De film is een bewerking van de musical die werd vertoond op Broadway. De film richt zich op de aidsepidemie uit de jaren 80.

## Verhaal
De film volgt acht bohemiens, en tevens vrienden, die allen wonen in New York:
Mark Cohen(Anthony Rapp), een man die documentaires maakt.
Mimi Marquez(Rosario Dawson), een stripper en tevens een heroïneverslaafde. Ze is verliefd op Roger.
Roger Davis(Adam Pascal), een muzikant die net een heroïneverslaving achter de rug heeft. Hij is de huisgenoot van Mark.
Angel Dumott Schunard(Wilson Jermaine Heredia), een travestiet en muzikant. Angel heeft een relatie met Tom.
Joanne Jefferson(Tracie Thoms), een lesbische, serieuze advocate. Ze heeft een relatie met Maureen.
Tom Collins(Jesse L. Martin), een homoseksuele leraar in de hedendaagse filosofie. Hij is een anarchist en heeft een relatie met Angel.
Maureen Johnson(Idina Menzel), een biseksuele artieste die een relatie heeft met Joanne. Mark is haar ex-vriend.
Benjamin "Benny" Coffin III(Taye Diggs), de huisbaas van Mark, Roger en Mimi.
Als Collins wordt aangevallen door een groep criminelen en wordt achtergelaten in een steegje, staat Angel hem bij. Benjamin "Benny" Coffin III is een voormalige huisgenoot van Roger, Mark en Collins en is nu een serieuze zakenman die getrouwd is met Allison Gray. Hij belooft de mannen huur voor hen te betalen als ze het protest van Maureen stoppen. Maureens protest vindt plaats op de plek waar Benny een cybercafé wil maken. Ze wijzen zijn voorstel af.
Angel Dumott Schunard is een travestiet die besmet is met hiv. Angel drumt graag en wordt verliefd op Collins, een man die ook besmet blijkt te zijn met hiv. Later op de avond ontmoet Mimi, een aan heroïne verslaafde danser in een nachtclub, Roger. Ze probeert hem te verleiden.
Roger en Mark ontmoeten de volgende ochtend Angel. Als ondertussen Mark wordt gebeld door zijn ex-vriendin Maureen, vraagt ze hem of hij kapot elektronica voor haar wil repareren. Mark, die nog steeds Mauren niet kan weerstaan, doet dit. Op de plek waar haar protest later zal plaatsvinden, ontmoet hij Joanne, Maureens nieuwe vriendin. Ze lijken elkaar niet te mogen, maar als ze samen een discussie houden over dat Maureen niet trouw is, ontdekken ze dat ze veel met elkaar gemeen hebben. Roger krijgt later op de dag een ruzie met Mimi als ze het zichzelf gemakkelijk maakt in zijn huis zonder zijn toestemming.
Later die avond vindt Maureens protest plaats. Roger heeft Mimi uitgenodigd om het goed te maken. De complete groep is aanwezig. Benny heeft de politie gereed staan om er een einde aan te maken, al voordat er iets heeft plaatsgevonden. Als er chaos ontstaat, grijpt de politie in. De groep is gedwongen om te vluchten.
Later gaan ze samen naar een restaurant, het Life Cafe. Mark onthult dat hij alles had opgenomen van Maureens protest en de show Buzzline dit wil uitzenden. Benny biedt zijn excuses aan, maar de groep lijkt geen emoties van Benny toe te laten. Roger komt erachter dat Mimi besmet is met hiv. Mimi wist dat Roger hier ook al mee besmet was.
Later wordt Joanne Marks advocaat en helpt hem aan een goede baan. Tijdens een conferentie waar Mark opnames wil verkopen, ontdekt Joanne dat Maureen aan het flirten is met een andere vrouw. Na een ruzie eist ze van haar om trouw te zijn. Maureen belooft dit en vraagt haar ten huwelijk. Joanne accepteert. Tijdens het verlovingsfeest ontdekt Joanne opnieuw dat Maureen aan het flirten is met een vrouw. Ze wordt boos en Maureen wordt het zat dat Joanne altijd dominant is. Ze verlaten elkaar.
Benny is van plan alle spullen van Mark en Roger in te nemen als ze geen huur betalen. Mimi gaat met Benny uit eten om hem op andere gedachtes te brengen. Dit lukt, maar Roger denkt nu dat Mimi vreemdgaat met Benny en hij dumpt haar.
Ondertussen wordt Angel steeds zieker en overlijdt. Hier krijgen Roger en Mimi ruzie, net zoals Maureen en Joanne. Roger vertrekt niet veel later naar Santa Fe. Voor een transportmiddel heeft hij zijn gitaar verkocht.
Roger komt niet veel later terug, maar ontdekt dat Mimi al weken vermist is. Ze gaan allemaal op zoek naar haar en Maureen en Joanne vinden haar in het park. Ze blijkt al weken op straat te leven en Mimi lijkt elk moment te kunnen overlijden.
In de finale komt Mimi weer bij en zien we Marks documentaire. In de allerlaatste stuk van de documentaire komt Angel voor, waar ze haar hand het licht in steekt.

## Productie
De film werd opgenomen in New York, San Francisco, Santa Fe, Oakland en San Diego.
De film stond al gedurende een lange tijd op de planning. Tot 2001 was het de bedoeling dat Spike Lee de film zou regisseren voor Miramax. Lee vond het budget echter te klein en wilde beslist sterren als Justin Timberlake en Brittany Murphy voor de film. In oktober 2004 werd de film opnieuw opgepakt door Revolution Studios, met Chris Columbus als regisseur.
De eerste trailer, waar ook het liedje Seasons of Love in voorkwam, werd voor het eerst uitgebracht op verscheidene Rent fansites. De trailer werd op 7 juni 2005 officieel uitgebracht.

## Rolverdeling
- Anthony Rapp - Mark Cohen
- Rosario Dawson - Mimi Marquez
- Wilson Jermaine Heredia - Angel Dumott Schunard
- Adam Pascal - Roger Davis
- Idina Menzel - Maureen Johnson
- Jesse L. Martin - Thomas B. "Tom" Collins
- Tracie Thoms - Joanne Jefferson
- Taye Diggs - Benjamin "Benny" Coffin III

- Chris Columbus kwam op het idee de originele acteurs van de musical ook te gebruiken voor de film toen hij sprak met Anthony Rapp, Adam Pascal en Idina Menzel en tot de conclusie kwamen dat ze niet veel veranderd waren sinds de première in 1996. Daphne Rubin-Vega, die Mimi in de musical speelde, en Fredi Walker, die Joanne speelde in de musical, werden niet gekozen voor de film. Rubin-Vega was destijds zwanger en was tevens 35 jaar oud (Mimi is 19 jaar oud). Walker sloeg de rol af omdat ze zichzelf te oud vond.

- Idina Menzel en Taye Diggs zijn in het echt een koppel.

- Tracie Thoms deed ook auditie voor de musical.

- Voordat Chris Columbus regisseur werd, werd er overwogen om de acteurs Marc Anthony, Wilson Cruz, Frenchie Davis, Joey Fatone, Neil Patrick Harris, Audra McDonald, Brittany Murphy, Jai Rodriguez, Justin Timberlake en Rikki Lee Travolta in te zetten in de film.

## Reacties
De film werd een groot succes. Met uitzondering van Phantom of the Opera is hij de populairste filmbewerking van een Broadway musical. De film is met name populair onder mensen die bekend zijn met de musical; de relatieve onbekendheid bij het overige publiek hangt wellicht samen met het ontbreken van bekende acteurs.

## Enkele verschillen tussen de film en de musical
Veel liedjes uit de musical, zoals "Christmas Bells", "Happy New Year A & B", "Contact" en "We're Okay", komen niet voor in de film. Een gedeelte van de vervallen liedteksten werd vervangen door dialogen.
In de film krijgen Maureen en Joanne ruzie tijdens hun verlovingsfeest. In de musical komt dit verlovingsfeest niet voor en vindt de ruzie plaats tijdens het opstellen van Maureen's tweede protest.

## Filmmuziek
Het album met twee discs en 28 tracks werd geproduceerd door Rob Cavallo en werd uitgebracht op 27 september 2005.

### Disc 1
- "Seasons of Love" - Joanne, Collins & Acteurs van RENT
- "Rent" - Mark, Roger, Collins, Benny & Tenants (ook met Mimi en Angel)
- "You'll See" - Roger, Mark & Benny
- "One Song Glory" - Roger
- "Light My Candle" - Roger & Mimi
- "Today 4 U" - Collins, Angel & Mark
- "Tango: Maureen" - Joanne & Mark
- "Life Support" - Gordon, Roger, Steve & Acteurs van RENT
- "Out Tonight" - Mimi
- "Another Day" - Roger, Mimi, Collins, Mark & Angel
- "Will I?" - Steve, Gordon & Acteurs van RENT
- "Santa Fe" - Roger, Mark, Angel & Collins
- "I'll Cover You" - Angel & Collins
- "Over The Moon" - Maureen (Wordt in de film live gezongen door Idina Menzel. Het liedje op het album is anders dan dat in de film)

### Disc 2
- "La Vie Boheme" - Acteurs van RENT
- "I Should Tell You" - Roger & Mimi
- "La Vie Boheme B" - Mimi, Mark, Angel, Collins, Maureen, Joanne & Roger
- "Seasons of Love B" - Acteurs van RENT
- "Take Me Or Leave Me" - Maureen & Joanne
- "Without You" - Mimi & Roger
- "I'll Cover You (Reprise)" - Collins, Joanne & Acteurs van RENT
- "Halloween" - Mark (In de film is dit een verwijderde scène)
- "Goodbye Love" - Mimi, Roger, Benny, Maureen, Joanne, Mark & Collins (In de film is dit een verwijderde scène)
- "What You Own" - Roger & Mark
- "Finale A" - Mimi & Roger
- "Your Eyes" - Roger
- "Finale B* " - Acteurs van RENT
- "Love Heals" - Acteurs van RENT